# یواس‌اس هارت (دی‌دی-۵۹۴)
یواس‌اس هارت (دی‌دی-۵۹۴) (به انگلیسی: USS Hart (DD-594)) یک کشتی بود که طول آن ۱۱۴٫۷ متر (۳۷۶ فوت) بود. این کشتی در سال ۱۹۴۴ ساخته شد.